# Kiwix

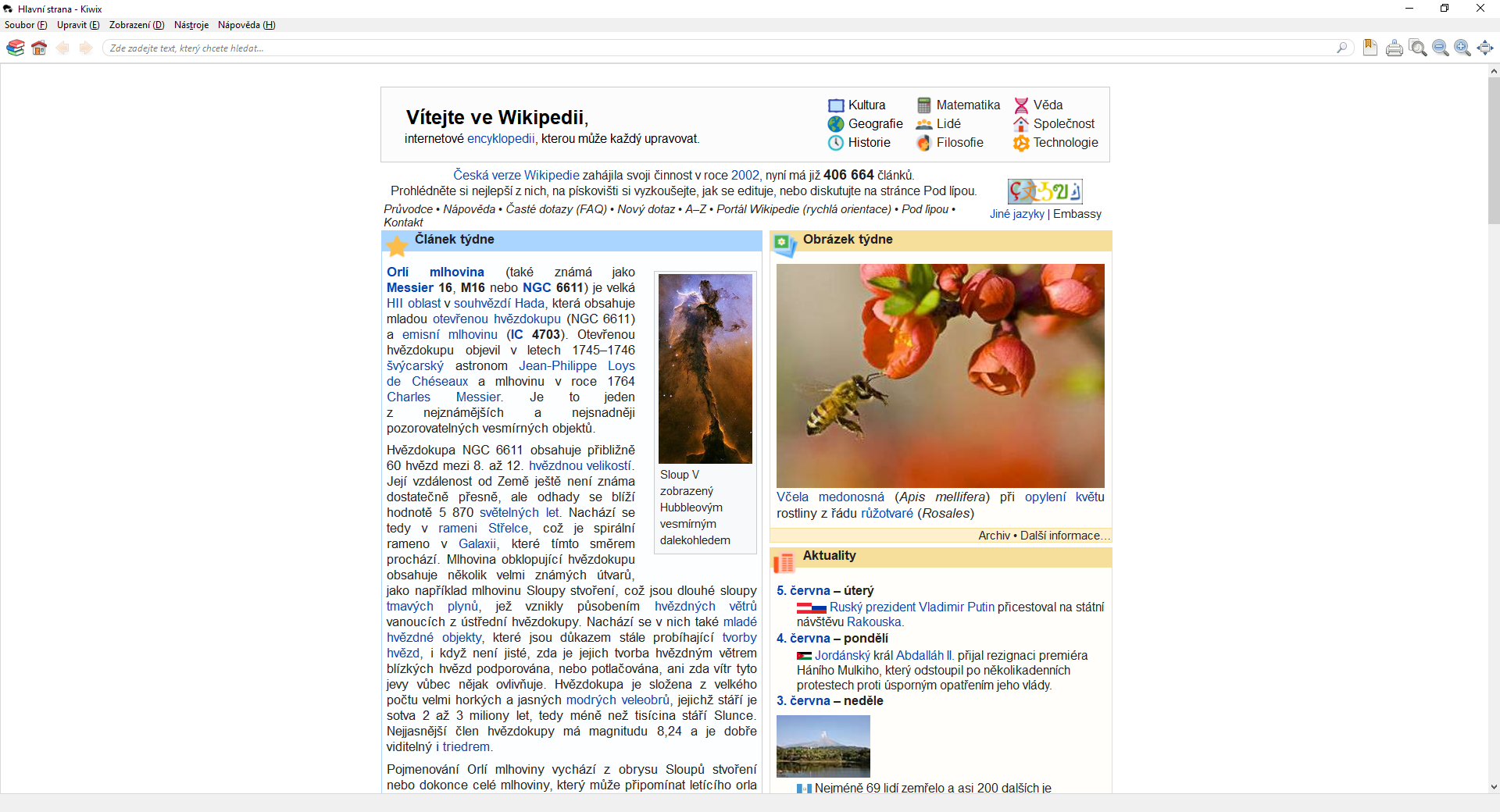
Česká Wikipedie v Kiwixu

Kiwix je volně dostupný prohlížeč pro offline používání Wikipedie s otevřeným kódem pro Linux, Android, iOS, Windows a Macintosh. 